# Ramsey (New Jersey)
Pour les articles homonymes, voir Ramsey.
Ramsey est un borough situé dans le comté de Bergen dans l'État du New Jersey. En 2020, sa population est de 14 798 habitants.

## Toponymie
La localité de Ramsey doit son nom à Peter J. Ramsey, un propriétaire foncier du XIXe siècle, décédé vers 1854, qui avait vendu le terrain qui devint en 1848 le site d'une gare ferroviaire appelée « Ramsey's Station »,.

## Démographie
Selon le recensement de 2020, la population du borough de Ramsey est de 14 798 habitants.

## Source de la traduction
- (en) Cet article est partiellement ou en totalité issu de l’article de Wikipédia en anglais intitulé « Ramsey, New Jersey » (voir la liste des auteurs).